# منصور الثاني بن ناصر بن عبد العزيز آل سعود
الأمير منصور بن ناصر بن عبد العزيز آل سعود هو دبلوماسي سعودي، وسفير خادم الحرمين الشريفين لدى سويسرا منذ 10 فبراير 2019 وحتى 21 أكتوبر 2020 إذ خلفه في المنصب عادل بن سراج مرداد. كما أنه عديل عمه فهد بن عبد العزيز آل سعود و عبد الرحمن بن عبد العزيز آل سعود.

## نشأته ودراسته
ولد الأمير منصور بن ناصر بن عبد العزيز آل سعود في الرابع من شهر تشرين الثاني - نوفمبر 1962م الموافق للسابع من شهر جمادى الآخر 1382ه وهو متزوج وقد رزقه الله بأحد عشر من الأولاد (أربعة ذكور وسبع اناث).
وتلقى علوم الابتدائية والمتوسطة والثانوية في مدارس المملكة العربية السعودية ولبنان وواصل دراسته الجامعية في بريطانيا حيث نال درجة الماجستير الفلسفية في العلاقات الدولية في العام 1407ه (1987).

## والدته
سميرة بنت مختار السعداوي وهي ابنة شقيق بشير السعداوي مستشار الملك عبد العزيز

## مناصبه
- رئيس مجلس الإدارة في مؤسسة منصور بن ناصر القابضة
- رئيس مجلس الإدارة الشركة السعودية للخدمات النفطية المحدودة
- شريك في شركة مابس جيوسيستمز
- رئيس مجلس الإدارة وشريك في الشركة السعودية الدولية للخدمات العسكرية المحدودة
- رئيس مجلس الإدارة والشريك لشركة ايزكون للفحص والمعاينة الرقابية والفنية المتعلقة بسلامة التفتيش ونوعية التأمين
- مستشاراً لخادم الحرمين الشريفين بمرتبة وزير قدم استقالته من جميع مناصبه في هذه الشركات للتفرغ لمهام منصبه الجديد.
- سفير خادم الحرمين الشريفين في جمهورية سويسرا الاتحادية وإمارة ليختنشتاين منذ 10 فبراير 2019.[1]

## أسرته
زوجته:
- الأميرة منى بنت إبراهيم بن عبد العزيز آل إبراهيم
- الأميرة كريمه بنت محمد راجي

### الأبناء
- الأميرة سارة بنت منصور بن ناصر بن عبد العزيز آل سعود
- الأميرة غاليه بنت منصور بن ناصر بن عبد العزيز آل سعود متزوجة من الأمير سعود بن احمد بن سعود بن عبدالعزيز .
- الأمير فهد بن منصور بن ناصر بن عبد العزيز آل سعود كان متزوج من كريمة الأمير عبد الله بن سعود بن مشاري[3] الخميس 20 رجب 1434 هـ - 30 مايو 2013م ومتزوج من الاميرة عريب بنت عبدالله بن سعود بن محمد ال سعود
- الأميرة الجوهرة بنت منصور بن ناصر بن عبد العزيز آل سعود
- الأمير سلطان بن منصور بن ناصر بن عبد العزيز آل سعود متزوج من الأميرة غادة بنت سعود بن عبدالله بن ثنيان آل سعود .
- الأميرة نوره بنت منصور بن ناصر بن عبد العزيز آل سعود
- الأميرة ريما بنت منصور بن ناصر بن عبد العزيز آل سعود
- الأميرة آلاء بنت منصور بن ناصر بن عبد العزيز آل سعود
- الأميرة آية بنت منصور بن ناصر بن عبد العزيز آل سعود
- الأمير ناصر بن منصور بن ناصر بن عبد العزيز آل سعود
- الأمير سلمان بن منصور بن ناصر بن عبد العزيز آل سعود

## الجوائز
أدرجته هيئة التعريف العالمية بمتصدري النجاح المهني في قائمة متصدري النجاح العالمية في دليلها المتضمن أسماء كبار رجال الأعمال وذلك استناداً إلى انجازاته العملية ووفق معاينة سيرته الذاتية في العمق.